# Mine de Camberwell
La mine d'United Colliery est une mine à ciel ouvert et souterraine de charbon située dans la Nouvelle-Galles du Sud en Australie.